# Программное обеспечение совместной работы
Программное обеспечение совместной работы (англ. collaborative software, groupware, workgroup support systems, group support systems) — программное обеспечение, созданное с целью поддержки взаимодействия между людьми, совместно работающими над решением общих задач. Так как устоявшегося русскоязычного термина пока нет, часто используется один из англоязычных без перевода.

## Обзор
ПО совместной работы — это область, в значительной степени перекрывающаяся с областью компьютерно-обеспеченной совместной работы (англ. Computer-supported cooperative work (CSCW). Часто считается, что эти области эквивалентны. С другой стороны, ПО совместной работы — это часть CSCW, поскольку CSCW направлена на то, «как совместная работа и её координация могут быть обеспечены с помощью компьютеров».
Программные системы, такие как электронная почта, календари, текстовый чат, вики, корпоративные закладки относятся к этой категории. Предполагается, что к этому типу программного обеспечения применим закон Меткалфа — чем больше людей используют что-либо, тем более ценным оно становится.
В то время, как более общий термин социальное ПО применяется ко всем системам, используемым в том числе и вне рабочего места (сервисы блогов, социальные сети, сервисы онлайн свиданий), использование ПО совместной работы создаёт рабочую среду совместной работы. Рабочая среда совместной работы обеспечивает поддержку как индивидуальной, так и групповой работы людей, вызывая таким образом появление нового класса профессионалов — е-профессионалов, которые могут работать совместно вне зависимости от их географического расположения.
Наконец, ПО совместной работы связано с понятием систем совместной работы, под которыми понимается любая из форм человеческой организации, возникающая всякий раз, когда имеет место сотрудничество и совместная работа, формальная или неформальная, намеренная или ненамеренная.
Поскольку ПО совместной работы относится к технологическим элементам CSCW, системы совместной работы становятся полезным аналитическим инструментом в изучении поведенческих и организационных параметров, связанных с более широкой областью CSCW.

## Виды взаимодействия
Можно встретить несколько разных определений совместной работы (англ. — collaboration) в применении к информационным технологиям. Некоторые из них оправданы, другие же настолько обширны, что начинают терять какой-либо смысл. Для того чтобы быть уверенным что выбранные технологии подходят для конкретных нужд, необходимо понимать различия в способах взаимодействия людей друг с другом.
Есть три основных пути, по которым осуществляется взаимодействие между людьми: диалог, совершение сделки и сотрудничество.
Диалог — это обмен информацией между одним или несколькими участниками, основная цель которого заключается в выяснении их позиций и установлении взаимоотношений. Происходит свободный обмен информацией без каких-либо ограничений. Для поддержания диалога вполне подходят обычные коммуникационные технологии, такие как телефон, мгновенные сообщения и электронная почта.
Заключение сделки предполагает обмен какими-то сущностями, и эта процедура обычно проводится по хорошо определённым правилам и предполагает изменение отношений между участниками. Например, один из участников сделки обменивает деньги на товары и становится покупателем. Новый статус участников операции и обмениваемых сущностей требуется сохранить в каком-либо надёжном хранилище. Такие операции хорошо обслуживаются системами управления транзакциями.
Сотрудничество заключается в том, что его участники обмениваются некими общими сущностями (в противоположность сделке, когда предмет обмена принадлежит лишь одному участнику). В качестве примера можно привести продвижение новой идеи, создание новой конструкции, достижение общих целей. При этом сами сущности довольно расплывчаты и неопределённы. Таким образом, технологии для обеспечения совместной работы тоже должны быть достаточно гибкими. Они должны включать в себя управления документами, средства для ведения обсуждений с возможностью сортировки по темам, возможность восстановить историю внесённых изменений и многое другое.

## Уровни взаимодействия
Groupware можно разделить на три категории по уровню обеспечиваемого взаимодействия —
средства связи, средства для организации конференций и средства управления.
- Электронные средства связи используются для пересылки сообщений, файлов, данных или документов между людьми и, таким образом, содействуют обмену информацией. Например:
  - электронная почта
  - факс
  - голосовая почта
  - веб-публикации
- Электронные конференции тоже способствуют обмену информацией, но в интерактивной форме:
  - Телефонные конференции
  - Видео- (и аудио-) конференции — обмен видео и аудио с помощью компьютерных сетей
  - Интернет-форумы
  - Чаты
- Средства управления деятельностью группы:
  - электронные календари — составление ежедневников, автоматические напоминания
  - системы управления проектами — составление расписаний работ, отслеживание его выполнения, наглядное отображение состояния проекта по мере его выполнения
  - управление документооборотом
  - базы знаний — сбор, сортировка, хранение и организация доступа к различным формам информации

Groupware может быть обычной программой для персонального компьютера, а может использовать веб-технологии, например wiki.